# Parteiabzeichen
Ein Parteiabzeichen ist ein Abzeichen, das die Zugehörigkeit einer Person zu einer politischen Partei bekundet.

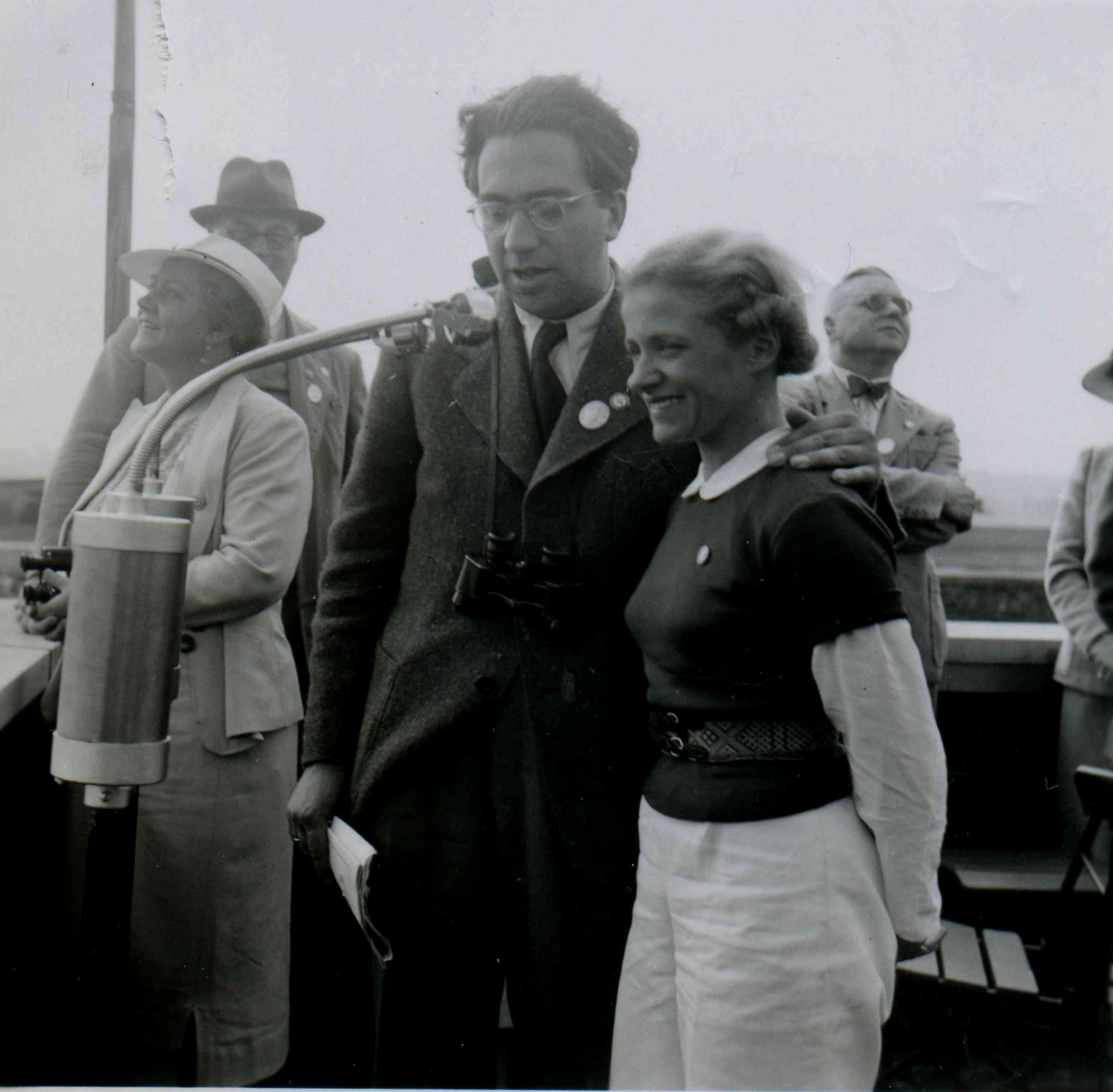
Abzeichenträger, in der Mitte der Raketentechniker Erich Bachem (1938)

Das Abzeichen dokumentiert damit auch die inhaltliche Nähe des Trägers zur Programmatik bzw. Ideologie der Partei. Die Verwendung von Parteiabzeichen ist in Parteien unterschiedlichster politischer Ausrichtungen gebräuchlich.
Im deutschsprachigen Raum war insbesondere die Verwendung von Parteiabzeichen durch die die Regime tragenden Parteien von Bedeutung. In der Zeit des Nationalsozialismus verwandte die NSDAP das NSDAP-Parteiabzeichen, das 1934 wie die Parteiuniform und andere Symbole des Nationalsozialismus im Heimtückegesetz unter gesetzlichen Schutz gestellt wurde. Die Vergabe des Goldenen Parteiabzeichens der NSDAP und des Parteiabzeichens der NSDAP für Ausländer diente zugleich als Auszeichnung im Sinne des Regimes.
In der DDR war das SED-Parteiabzeichen von besonderer Bedeutung, ebenso in anderen ehemaligen realsozialistischen Staaten, wie auch in der Sowjetunion.

## Beispiele

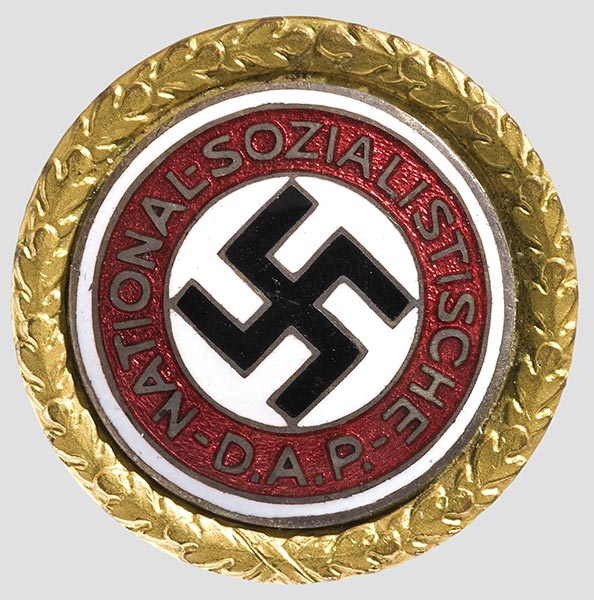
Goldenes Parteiabzeichen der NSDAP
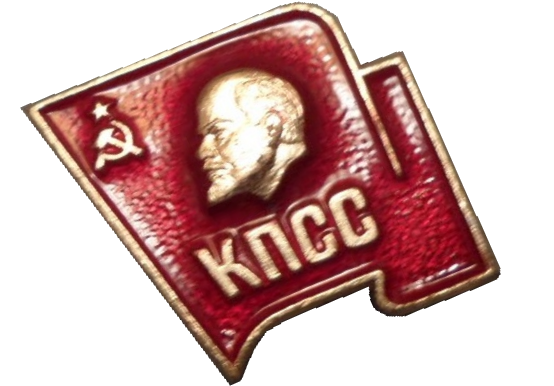
Parteiabzeichen der KPdSU
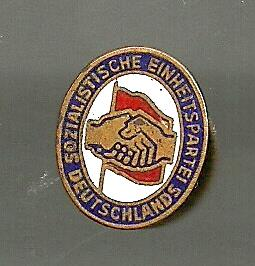
Parteiabzeichen der SED
Parteiabzeichen der Alldeutschen Vereinigung